# Secuestro del Betsey
El secuestro del Betsey fue el secuestro de un barco mercante de Estados Unidos por Marruecos, que tuvo lugar el 11 de octubre de 1784 en Tánger, Marruecos. 

## Precedentes
El 20 de diciembre de 1777 Mohamed III de Marruecos se adhirió al reconocimiento español y francés de la independencia EE. UU., que había sido ideado por el gobernador de la Luisiana española, Luis de Unzaga y Amézaga.

## Desarrollo
Para forzar la firma de un acuerdo comercial entre EE. UU. y Marruecos, el 11 de octubre de 1784, el sultán Mohamed III mandó secuestrar el barco mercante de Filadelfia Betsey que partía de Cádiz rumbo a Estados Unidos. El barco, la carga y la tripulación fueron tomados como rehenes y llevados a Tánger. La captura del Betsey provocó escalofríos en toda Europa  El 9 de julio de 1785, tras la mediación de España y el pago de 30.000 dólares, el barco y su tripulación fueron liberados.  El 28 de junio de 1786 se firmó el Tratado de Amistad marroquí-estadounidense, que fue el primer tratado firmado entre Estados Unidos y cualquier país musulmán, árabe o africano